# Jean Rouaud
Jean Rouaud (født 13. december 1952) er en fransk forfatter, der i 1990 modtog Prix Goncourt for Les Champs d'honneur (på dansk Ærens mark).

## Ekstern henvisning
- Hjemmeside